# AMANDA
AMANDA (ang. Advanced Maryland Automatic Network Disk Archiver) – system archiwizacji danych typu klient/serwer, pozwalający tworzyć zaawansowane, profesjonalne systemy kopii bezpieczeństwa.